# Andrew Jeffrey Gunion Barclay
Andrew Jeffrey Gunion Barclay   (Hawick, 1849 - Londres, 15 de setembre de 1943) fou un matemàtic escocès, conegut per haver estat un dels fundadors de la Societat Matemàtica d'Edimburg.
Barclay va estudiar a la universitat d'Edimburg en la que es va graduar el 1880. Després va ser professor de matemàtiques al George Watson's College (Edimburg) i a la High School of Glasgow. Es va retirar el 1914 i va anar a viure a Londres amb un fill seu.
Barclay, juntament amb Alexander Yule Fraser i Cargill Gilston Knott, va publicar un manifest a començaments de 1883 reivindicant la fundació d'una Societat Matemàtica. Aquest mateix any es va fundar la Edinburgh Mathematical Society i Barclay en va esdevenir president el 1884.